# Halînka, Borodeanka
Halînka (în ucraineană Галинка) este un sat în comuna Kacealî din raionul Borodeanka, regiunea Kiev, Ucraina.

## Demografie
Componența lingvistică a localității Halînka
     Ucraineană (96,37%)
     Rusă (3,63%)
Conform recensământului din 2001, majoritatea populației localității Halînka era vorbitoare de ucraineană (96,37%), existând în minoritate și vorbitori de rusă (3,63%).